# Race at Airport
Race at Airport ist eine deutsche Motorsportveranstaltungsreihe, die seit 2004 auf verschiedenen Flugplätzen in Deutschland ausgetragen wird. Sie ist bekannt für ihre markenoffenen Viertelmeilenrennen (402,34 Meter), bei denen Fahrzeuge aller Art in verschiedenen Klassen gegeneinander antreten.
Pro Renntag nehmen durchschnittlich etwa 148 Fahrer teil, wobei jeder mehrere Starts absolvieren kann. Die Veranstaltung zieht zahlreiche Zuschauer an, die freien Zugang zum Fahrerlager haben. Für Rollstuhlfahrer gibt es spezielle Zuschauerplätze. Veranstaltet wird Race at Airport vom MSC Race at Airport e.V. mit Sitz in Brunnthal, Bayern. Die Organisation verfügt über mehr als 22 Jahre Erfahrung im Motorsport- und Eventbereich. Für 2025 sind neue Veranstaltungsorte in Planung sowie ein neues Rennformat namens Race at Airport Long Distance 804, das eine doppelte Streckenlänge von 804 Metern vorsieht.

## Geschichte
Die Serie entstand aus dem Erfolg des Events „Cars in Action“ (CIA) im Jahr 2003 auf dem Flugplatz Merseburg. Aufgrund der großen Nachfrage aus der Tuning-, Motorsport- und Bikerszene wurde im Herbst 2004 die „Race at Airport German Series“ gegründet.
Im Jahr 2025 hat die Serie ihre 17. Saison, mit Veranstaltungen in Bottrop-Kirchhellen, Halle (Saale), Werneuchen bei Berlin und Vilshofen an der Donau.

## Rennformat und Klassen
Die Rennen werden klassenweise durchgeführt, basierend auf Hubraum und Antriebsart. Fahrzeuge mit aufgeladenen Motoren (Turbo, Kompressor, NOS) werden beispielsweise mit einem Multiplikationsfaktor von 1,7 klassifiziert. Seit 2023 gibt es die Klasse 0 für Elektrofahrzeuge („Null Emission“).
Die Rennen erfolgen nicht im K.-o.-System, sondern basieren auf den Tagesbestzeiten. Die drei schnellsten Fahrzeuge jeder Klasse erhalten Pokale.